# Egg (band)
Egg was een Britse band die tot de  Canterbury-scene werd gerekend, hoewel zelf niet afkomstig uit Canterbury maar uit Londen. Hun muziek is een combinatie van progressieve rock met elementen van psychedelische rock, avant-garde en klassieke muziek. De band is niet te verwarren met The Egg, hoewel de oorspronkelijke naam van de band dat inderdaad was.

## Geschiedenis

### Van Uriel tot Egg
Begonnen als een schoolbluesband op de City of London School kwam de originele bezetting van Egg in mei en juni 1968 tot stand met Dave Stewart (toetsinstrumenten), Mont Campbell (zang en basgitaar), Clive Brooks (drums) († 5 mei 2017) en Steve Hillage (gitaar). De band trad op onder de naam Uriel in Londen en Woodford. In deze bezetting speelden ze oorspronkelijk covers van Cream, Jimi Hendrix, John Mayall & the Bluesbreakers, The Nice en anderen. Ze openden voor Fairport Convention en The Crazy World of Arthur Brown.
Na het opnemen van hun eerste demo's (Saturn, The Bringer Of Old Age en Bogey Man) in juli 1968, verliet gitarist Steve Hillage de band in augustus van datzelfde jaar, eerst om zijn A-levels te halen en daarna om filosofie te studeren aan de Universiteit van Kent in Canterbury. In november 1968 namen ze nog demo's op van originele nummers als het Uriel Trio, die in 2007 als bonustracks werden uitgebracht op het album Arzachel by Uriel. In 1969 besloot de band te stoppen met het spelen van coverversies en meer en meer eigen materiaal te componeren. Dave Stewart en Mont Campbell blonken vooral uit als componisten. Ze bleven echter wel openen voor bijvoorbeeld Soft Machine of Family.
Vanaf december 1968 trad Uriel regelmatig op in de psychedelische club Middle Earth in Londen, meestal als voorprogramma van bekende bands als Captain Beefheart en Love Sculpture. De twee managers van de club waren enthousiast over de muziek van Uriel en wilden de groep in de toekomst steunen en hun eigen bandproducties uitbrengen op een nieuw op te richten platenlabel, maar slechts op één voorwaarde:

The “managers” of Middle Earth, two semi-likeable chaps called Dave and Paul, started an agency and offered to manage us. One condition: we had to change our name. "Uriel’ was too weird and, get this, apparently sounded too much like „URINAL“!!! And so, Egg was born. We hated the name, but it was popular with typesetters.(De "managers" van Middle Earth, twee min of meer aardige jongens genaamd Dave en Paul, richtten een agentschap op en boden aan ons te managen. Eén voorwaarde: We moesten onze naam veranderen. "Uriel" was te vreemd en klonk blijkbaar te veel als "URINAL"!!! En zo werd Egg geboren. We haatten de naam, maar hij was populair bij de letterzetters.)
— Dave Stewart, artikel "In his down words" in het muziektijdschrift Ptolemaic Terrascope Vol. 1 No. 4, mei 1990

De naamswijziging werd tastbaar gemaakt met een uitbreiding van de podiumuitrusting, een nieuw Hammondorgel voor Dave Stewart, en tal van andere optredens.
Aanvankelijk veranderde Uriel de naam in The Egg in januari 1969, wat korte tijd later werd afgekort tot Egg. Onder deze naam werd in augustus 1969 de debuutsingle Seven Is A Jolly Good Time / You Are All Princes uitgebracht op het Nova label, een dochteronderneming van Decca Records. De band had eerder in mei 1969 een platencontract getekend bij Decca, omdat het management van Middle Earth er niet in slaagde een eigen label op te richten.

### Arzachel Intermezzo
Kort na het tekenen van het platencontract bij Decca, deed de eigenaar van Zackariya Enterprises, Mohamed Zackariya, Dave Stewart een aanbod om een Lp op te nemen met psychedelische muziek, waar in die tijd veel vraag naar was. Maar omdat Egg contractueel gebonden was aan Decca, besloot de groep het aanbod aan te nemen onder de naam Arzachel samen met Steve Hillage op gitaar, d.w.z. in de originele Uriel bezetting. In juni 1969 werd het album Arzachel onder de gelijknamige naam van de band in één sessie op één dag opgenomen, en de release vond plaats in de herfst van 1969 op het Londense undergroundlabel Evolution. Om verwarring met het komende Nova/Decca materiaal onder de naam Egg te voorkomen, namen de muzikanten alter egos aan (die ze voorzagen van speciaal verzonnen biografieën): Mont Campbell werd Njerogi Gategaka, Clive Brooks werd Basil Dowling, Steve Hillage werd Simeon Sasparella en Dave Stewart werd Sam Lee-Uff. Eigenlijk zouden de alter ego's in eerste instantie geheim blijven, een vriend van de band vertelde er echter over aan de Melody Maker, waardoor het geheim voortijdig werd onthuld. Het album werd in 2007 opnieuw uitgebracht als Arzachel (Collectors Edition) by Uriel. Deze officiële band release bevat een geremasterde versie van het originele album alsook vier onuitgebrachte Uriel studio demo's uit de begindagen.
Volgens Mont Campbell werden er slechts ongeveer 1000 exemplaren van Arzachel geperst, zodat het originele album nu een gewild verzamelobject is geworden.

A friend of Bill Jellet’s blabbed to the music press that Arzachel were really Uriel, thereby undoing our elaborate attempts at subterfuge. It didn’t really matter, it was always going to come out in the end. Years later, like the Kraken rising from the deep, the album resurfaced. Now older and wiser, we thought, ‘Oh God, not that’. But despite our squeamishness about our youthful efforts, people seem to really love it, which is rather touching. Still, if a visitor from the future had materialised in Denmark Street while we were recording and informed us that in the 21st century copies would be changing hands for £600, we’d have thought they were completely demented. Six hundred pounds? You could buy a row of terraced houses in Grimsby for that in 1969.(Een vriend van Bill Jellet praatte zijn mond voorbij en zei tegen de muziekpers dat Arzachel in feite Uriel was, waardoor onze pogingen tot misleiding teniet werden gedaan. Het maakte niet uit, het zou uiteindelijk altijd uitkomen. Jaren later dook het album weer op, als de octopus die uit de diepte tevoorschijn kwam. Nu we ouder en wijzer zijn, denken we, "Oh God, dat niet". Maar ondanks onze gêne over onze jeugdige inspanningen, lijken de mensen er echt van te houden, wat heel ontroerend is. Maar als een bezoeker uit de toekomst tijdens de opnamen in Denmark Street was komen opdagen en ons had verteld dat in de 21e eeuw kopieën voor 600 pond van eigenaar zouden verwisselen, hadden we gedacht dat hij volslagen gek was. Zeshonderd pond? Daar kon je in 1969 een rijtje rijtjeshuizen voor kopen in Grimsby.)
— Dave Stewart in interview met Antony Vinall, boekje voor de CD Arzachel (Collectors Edition) by Uriel, p. 16, uit 2007

### Producties als Egg
In maart 1970 verscheen het eerste echte Egg album Egg, met daarop zowel originele nummers als bewerkingen van klassieke composities van J. S. Bach (Toccata and Fugue in D Minor, in Fugue In D Minor), Edvard Grieg (In the Hall of the Mountain King, in Symphony No. 2 - Movement 1), Igor Stravinsky (Danse des Adolescentes uit Sacre du Printemps, in Symphony No. 2 - Movement 3) en Gustav Holst (Neptunus uit The Planets, in Symphony No. 2 - Movement 3). Kort na de release werd het album uit de winkels gehaald en werd een nieuwe versie uitgebracht, waarop Movement 3 niet meer stond.

Movement 3 is taken from the "Danse des Adolescents" from Stravinsky's "Rite of Spring". The repeated chord effect is used on stage, continuing for several minutes, but this would obviously not have worked on record.(Deel 3 komt uit de "Danse des Adolescents" uit Stravinsky's "Rite of Spring". Het herhaalde akkoordeneffect wordt op het podium gebruikt, en gaat verscheidene minuten door, maar dit zou duidelijk niet hebben gewerkt op de plaat.)
— Liner Notes bij de 2e versie van het debuutalbum Egg uit 1970

Op een andere herpersing in hetzelfde jaar ontbreekt de titel ook, maar met een andere noot:

Movement 3 has to be omitted from this record due to copyright difficulties.(Het 3e deel moet om auteursrechtelijke redenen uit deze opname worden weggelaten.)
— Liner Notes bij de 3e versie van het debuutalbum Egg

Mont Campbell had er het volgende over te zeggen in een interview in 2011:

Part of the music was deleted as it was a version of the "Dance of the Adolescents" from Stravinsky’s "Rite of Spring". A Decca executive heard this, recognised it and the album had to be re-pressed with a sticker over the sleeve notes. In fact this was unnecessary as Stravinsky had written the music before taking French citizenship and at that time Russia was outside the European copyright zone, so there was no copyright on the "Rite of Spring".(Een deel van de muziek werd geschrapt omdat het een versie was van de "Danse des Adolescents" uit Stravinsky's "Le sacre du printemps". Een Decca-directeur hoorde dit, herkende het en het album moest opnieuw worden geperst, met een sticker op de platenhoes. Dit was eigenlijk niet nodig, aangezien Stravinsky de muziek had geschreven voordat hij het Franse staatsburgerschap had aangenomen, en Rusland zich in die tijd buiten de Europese auteursrechtelijke zone bevond, zodat er geen auteursrecht op "Le sacre du printemps" rustte.)
— Mont Campbell, in It's Psychedelic Baby Magazine, 6 april 2011

Het debuutalbum was geen groot succes bij het publiek, hoewel het goed werd ontvangen door de critici. In mei 1970 besloot Decca om de band een kans te geven voor een tweede album. Vreemd genoeg meldde de groep in het oktobernummer 1970 van Melody Maker aan recensent Richard Williams "dat Decca hun onlangs voltooide tweede album niet zou uitbrengen omdat de band geen manager of agent had." Eggs' producer Neil Slavin wist Decca er uiteindelijk van te overtuigen om het nieuwe album, The Polite Force, in februari 1971 uit te brengen.

### De breuk
Egg trad vaak op met het nieuwe programma tot midden 1972, maar Decca besloot hun samenwerking met de groep te beëindigen. Egg's laatste optreden samen was in de Roundhouse in Londen op 9 juli 1972. Dit werd toevallig op band opgenomen door een fan van de groep. In 2007 verschenen deze opnamen op het album The Metronomical Society.
Tussen het einde van de opnamen van The Police Force en het laatste optreden van de groep schreven Stewart, Campbell en Brooks nog tal van andere nieuwe stukken die bijna een heel album hadden kunnen vullen. Sommige daarvan zijn al live gepresenteerd.
Na het abrupte en ongewenste uiteenvallen van de band, zochten de bandleden naar nieuwe terreinen van activiteit. Clive Brooks nam de vacante positie van drummer over bij The Groundhogs, die Egg al in december 1971 op tournee hadden vergezeld, Mont Campbell trok zich een tijdje terug uit de muziekscene. Dave Stewart speelde eerst gastrollen in Steve Hillage's nieuwe band Khan voordat hij toetrad tot Hatfield and the North, een populaire band uit Canterbury. Aangezien deze groep onder contract stond bij Virgin, kon Stewart het label ervan overtuigen om Egg's nog niet eerder uitgebrachte materiaal op te nemen. Dus Egg werd weer geactiveerd, inclusief Steve Hillage, om het derde album The Civil Surface op te nemen. Te nslotte, in december 1974, werd 'een welluidend overlijdensbericht' uitgebracht op Virgin-dochter Caroline Records:

It was a rare example of the music business doing something which was actually beneficial to the band. There’s one tune in particular, ‚Enneagram‘, that was arguably our best ever composition, and it would have been a crime not to have a decent recording of that. That was mainly written by Mont. And Steve played on ‚Wring Out The Ground‘, so it was all really good.(Het was een zeldzaam voorbeeld van de muziekindustrie die iets deed wat de band ten goede kwam. Er is één nummer in het bijzonder, 'Enneagram', dat misschien wel onze beste compositie ooit was, en het zou een misdaad geweest zijn om daar geen behoorlijke opname van te hebben. Dat was voornamelijk geschreven door Mont. En Steve speelde mee op 'Wring Out The Ground', dus het was allemaal erg goed.)
— Dave Stewart, in Record Collector, Issue 477, maart 2018

## Muziek
Hun muziek is een combinatie van progressieve rock met elementen van psychedelische rock, avant-garde en klassieke muziek. Stilistische grenzen zijn er bijna niet, zodat er ook uitstapjes zijn naar Musique concrète, zoals in de stukken Boilk of Blane. Net als in The Nice overheerst het orgel, af en toe treedt de bas op de voorgrond met een vervormd geluid als elektrische gitaarvervanger (Fuzz bass). In navolging van de Wilde Flowers wordt de band nu, samen met Caravan en Soft Machine, die uit de Wilde Flowers voortkwamen, beschouwd als pioniers van de Canterbury Sound, die zijn hoogtijdagen beleefde in de jaren zeventig van de vorige eeuw.

The music on this L.P. is not dancing music, but basically music for listening to. It is harmonically and rhthmically complex, designed to be as original as possible within the confines of the instrumental line-up; so it's pretty demanding on the listener's attention.(De muziek op deze L.P. is geen dansmuziek, maar eigenlijk luistermuziek. Het is harmonisch en ritmisch complex, ontworpen om zo origineel mogelijk te zijn binnen de grenzen van de instrumentale bezetting; het vergt dus nogal wat van de aandacht van de luisteraar.)
— Liner Notes to 1970 debuutalbum Egg

Zelfs de eerste en enige single Seven Is A Jolly Good Time uit augustus 1969 getuigt hiervan: met het getal zeven in de titel zinspeelt de band in het refrein op hun voorliefde voor ongebruikelijke maatsoorten (hier in 74-maat) met "a typically British, tongue-in-cheek sense of humour". Deze oneven maatsoorten zijn een rode draad in Egg's composities, hoewel het niet ongebruikelijk is dat deze maatsoorten binnen een stuk veranderen.
Naast een Hammondorgel gebruikt Dave Stewart ook een Mellotron en een toongenerator. Deze toongenerator werd geconstrueerd door Bill Lachenal, een kleinzoon van Louis Lachenal, wiens naam nauw verbonden is met de bouw van de Concertina. Mont Campbell speelde Franse hoorn op sommige nummers, evenals bas.

## Discografie

### Singles
- Seven Is A Jolly Good Time / You Are All Princes (1969)

### Studio-albums
- Egg (1970)
- The Polite Force (1971)
- The Civil Surface (1974)

### Archiefmateriaal
- The Metronomical Society (2007)

## Video - dvd
- 2015: Romantic Warriors III: Canterbury Tales (DVD)